# Capitanía Marítima de Cartagena
La Capitanía Marítima de Cartagena es una de las treinta provincias marítimas en que se divide el litoral de España. Abarcaba antiguamente además el puerto de Garrucha (CT-1) de la provincia de Almería en Andalucía. Limita al norte con la capitanía marítima de Alicante y al sur con la de Almería. La capitanía marítima está situada en Cartagena y su puerto más importante es el puerto de Cartagena.
Sus aguas marítimas comprenden desde la línea que parte con rumbo 135° de playa de los Tarais (latitud 37° 22,3’ N y longitud 1° 38,7’ W), hasta el paralelo de El Mojón, de latitud 37° 50,7’ N.

## Distritos marítimos
La Capitanía Marítima, se divide en cuatro distritos: 
- Águilas, con capitanía marítima de 3.ª categoría. CT-2. Desde la playa de los Taráis o Cocedores, hasta las puntas de Calnegre. En este distrito se encuentran los siguientes puertos: puerto de Águilas, puerto deportivo de Águilas y puerto deportivo Juan Montiel.
- Mazarrón, con capitanía marítima de 3.ª categoría. CT-3. Desde las puntas de Calnegre hasta el cabo Tiñoso. En este distrito se encuentran los siguientes puertos: puerto de Mazarrón y puerto deportivo de la Isla.
- Cartagena, con capitanía marítima de 1.ª categoría. CT-4. Desde el cabo Tiñoso a cabo de Palos.En este distrito se encuentran los siguientes puertos: puerto de Cartagena, puerto de Escombreras y puerto de Cabo de Palos.
- San Pedro del Pinatar, con capitanía marítima de 3.ª categoría. CT-5. Desde el cabo de Palos hasta El Mojón. En este distrito se encuentran los siguientes puertos: puerto de San Pedro del Pinatar.

## Mar Menor
El Ministerio de Transportes, Movilidad y Agenda Urbana (Mitma), a través de la Capitanía Marítima de Cartagena, ha emitido una resolución mediante la que prohíbe el fondeo de buques y embarcaciones en cuatro zonas del Mar Menor para proteger la nacra común (Pinna nobilis), que son Isla   Perdiguera, Isla Mayor, Punta del Galán-El Pedruchillo y Matasgordas.